# Макс фон Пріттвіц унд Гаффрон
Макс Моріц Ганс фон Пріттвіц унд Гаффрон (нім. Max Moritz Hans von Prittwitz und Gaffron; 19 березня 1876, Бреслау — 7 жовтня 1956, Геттінген) — німецький офіцер, генерал-майор вермахту.

## Біографія
Представник знатного сілезького роду. Син генерал-лейтенанта Прусської армії Ганса фон Пріттвіца унд Гаффрона і його дружини Марії, уродженої фон Завадської.
1 грудня 1894 року вступив в Прусську армію. Учасник Першої світової війни. Після демобілізації армії залишений в рейхсвері. 31 січня 1928 року вийшов у відставку, проте наступного дня вступив цивільним службовцем в земельну оборону, служив в прикордонних частинах. 31 жовтня 1938 року вийшов у відставку.
Влітку 1939 року переданий в розпорядження ОКГ. З вересня 1939 року служив в комендатурі Бреслау. З 27 листопада 1939 року — комендант 603-ї польової комендатури, одночасно з серпня 1941 року — комендант Львова. 15 серпня 1942 року відправлений в резерв. 30 березня 1943 року остаточно звільнений у відставку.

## Сім'я
19 квітня 1916 року одружився у Франкфурті-на-Майні з Мехтільд фон Вілле (2 жовтня 1883, Нордгаузен — 7 травня 1966, Любек), дочкою прокурора Ернста фон Філле і його дружини Елізабет, уродженої фон Тротт цу Зольц.

## Звання
- Фанен-юнкер (1 грудня 1894)
- Фенріх (18 травня 1895)
- Другий лейтенант (18 квітня 1896)
- Лейтенант (2 лютого 1899)
- Оберлейтенант (21 травня 1906)
- Гауптман (1 жовтня 1912)
- Майор (20 вересня 1918)
- Оберстлейтенант (1 квітня 1925)
- Оберст запасу (1 лютого 1928)
- Оберст земельної оборони (1 жовтня 1933)
- Оберст служби комплектування (5 березня 1935)
- Оберст до розпорядження (літо 1939)
- Генерал-майор до розпорядження (1 вересня 1941)

## Нагороди
- Столітня медаль (1897)
- Орден Альберта Ведмедя, лицарський хрест 2-го класу
- Орден дому Саксен-Ернестіне, лицарський хрест 2-го класу
- Орден Франца Йосифа, офіцерський хрест
- Залізний хрест 2-го і 1-го класу
- Ганзейський Хрест (Гамбург)
- Королівський орден дому Гогенцоллернів, лицарський хрест з мечами
- Нагрудний знак «За поранення» в сріблі
- Хрест «За вислугу років» (Пруссія)
- Орден Святого Йоанна (Бранденбург), лицар справедливості
- Почесний хрест ветерана війни з мечами (1934)
- Медаль «За вислугу років у Вермахті»
  - 4-го, 3-го, 2-го і 1-го класу (25 років; 2 жовтня 1936) — отримав 4 нагороди одночасно.
  - особливого класу (40 років; 1939)
- Хрест Воєнних заслуг 2-го і 1-го класу з мечами